# Monumento a Ruperto Chapí
El Monumento a Ruperto Chapí está situado en Villena, en el Paseo de Chapí, en la zona que anteriormente había ocupado La Rana. Lo construyó en el año 1947 el escultor villenense Antonio Navarro Santafé como homenaje al músico, también nacido en Villena.
Tras varios proyectos presentados por Navarro Santafé, el Ayuntamiento y el Ateneo Cultural «Ruperto Chapí», se decidieron por el que puede verse en la actualidad. La obra, esculpida con piedra de Monóvar y de la Sierra del Morrón, está presidida por una escultura sedente de Chapí, al que rodean figuras alegóricas de dos obras suyas: "La Bruja", a su izquierda y "La Revoltosa", a su derecha.
En el año 1998 y debido al notable deterioro de la piedra, esta se sustituyó por la réplica actual en bronce, pasando la escultura original a presidir el vestíbulo del, entonces recién reinaugurado, Teatro Chapí.